# Pietrapaola
Pietrapaola község (comune) Olaszország Calabria régiójában, Cosenza megyében.

## Fekvése
A megye keleti részén fekszik, a Jón-tenger partján. Határai: Bocchigliero, Calopezzati, Caloveto, Campana, Longobucco és Mandatoriccio.

## Története
A település első említése a 13. századból származik. A 19. század elején, amikor a Nápolyi Királyságban felszámolták a feudalizmust Mandatoriccio része lett, majd hamarosan elnyerte önállóságát.

## Népessége
A népesség számának alakulása:

## Főbb látnivalói
- Palazzo Urso
- San Biagio-templom
- Santa Maria delle Grazie-templom
- Santa Maria Assunta-templom